# 蔣麗芸
蔣麗芸，SBS，JP（1955年5月16日—），籍貫山東菏泽，在香港出生，曾任香港立法會議員（九龍西）和立法會教育事務委員會主席，亦是香港建制派政黨民建聯的成員。父親是震雄集團創辦人蔣震。

## 生平
蔣麗芸籍貫山東省菏澤市，父親是實業家震雄集團創辦人蔣震。她自小在九龍大磡村木屋區長大，共有7名兄弟姊妹，三妹是1980年代歌手和演員蔣麗萍，四妹蔣麗莉是香港總商會首位女主席；蔣麗芸於德望學校就讀小一至小四年級，後轉到已結束營辦的潔心小學完成小五至小六年級課程。她之後負笈加拿大升讀中學，及後入讀康考迪亞大學主修心理學，並與無綫電視製作部助理總監徐正康為同屆同學。
丈夫梁海明，曾任法國最大企業「法國布依格團」附屬建築公司的高級管理人員，協調亞太地區事務及該公司在中國房地產及土建項目的發展。蔣表示自己年輕時，以為青春無限，全部時間都花在工作上，無暇感情之事。至38歲時，她在派對中認識梁海明，其後二人約會過幾次，並於兩個月後訂婚。在40歲時，她與認識兩年的梁海明結婚；她這樣形容：「四十歲人，只係『求祈』搵個伴啦！（只是隨便找個伴侶而已）」。

## 政治立場

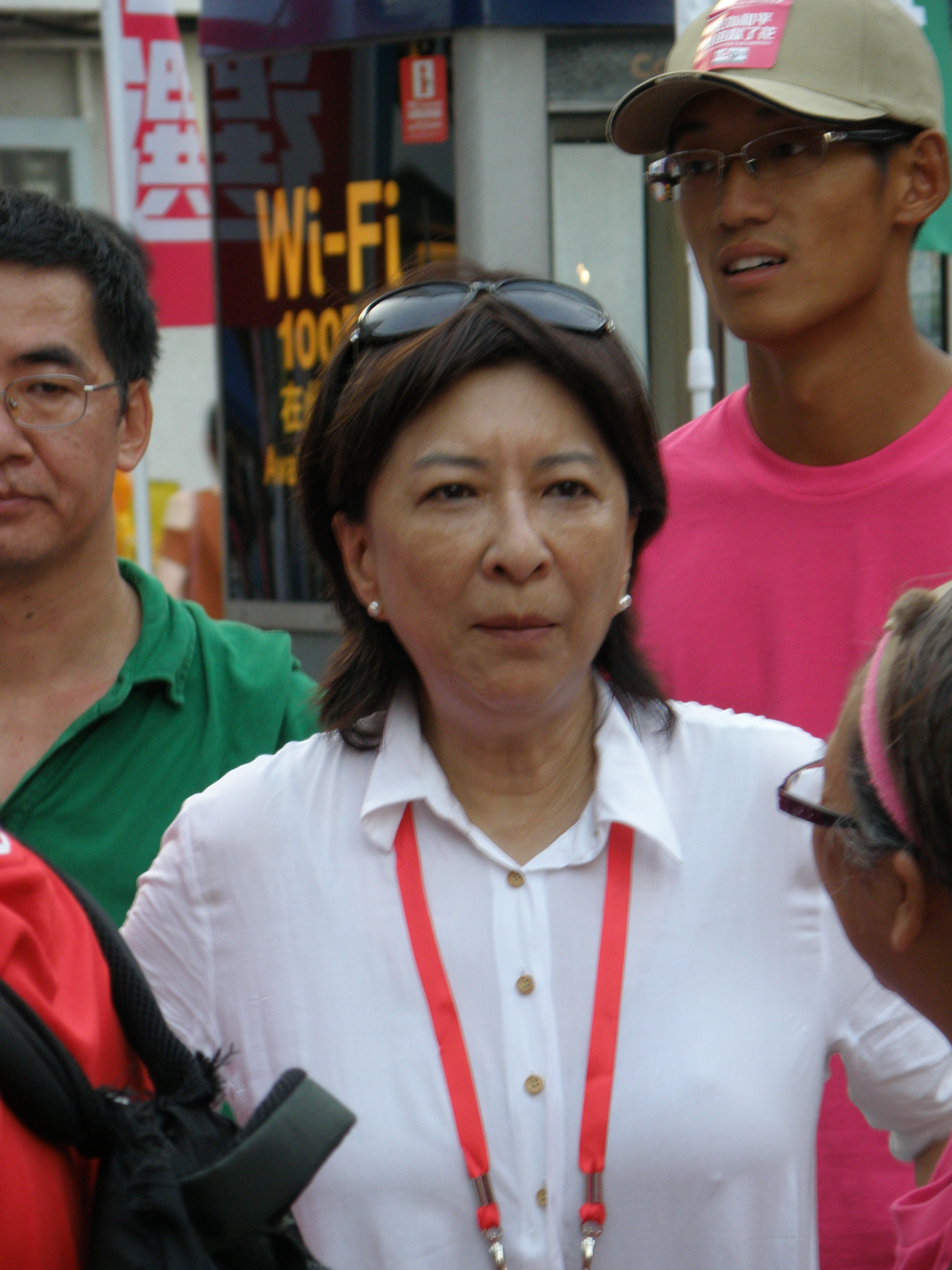
蔣麗芸出席2014年8月17日的反佔中遊行。

蔣麗芸屬於香港建制派陣營。她曾就2017年香港特別行政區行政長官選舉表示民建聯支持一人一票選特首，但同時關注特首的被選資格，指太多人選特首，市民將無從選擇。

## 政治生涯
蔣麗芸於2012年香港立法會選舉後當選九龍西地區直選議員，在會議及其他場合中發表不少爭議言論。
2012年10月蔣麗芸就任議員後公開反對教育局局長吳克儉下台的動議，被網民指有如潑婦罵街的方式，因而得來「立法會元秋」、「政壇元秋」、「政界元秋」或「蔣元秋」這些外號。

### 不懂國旗五星意義

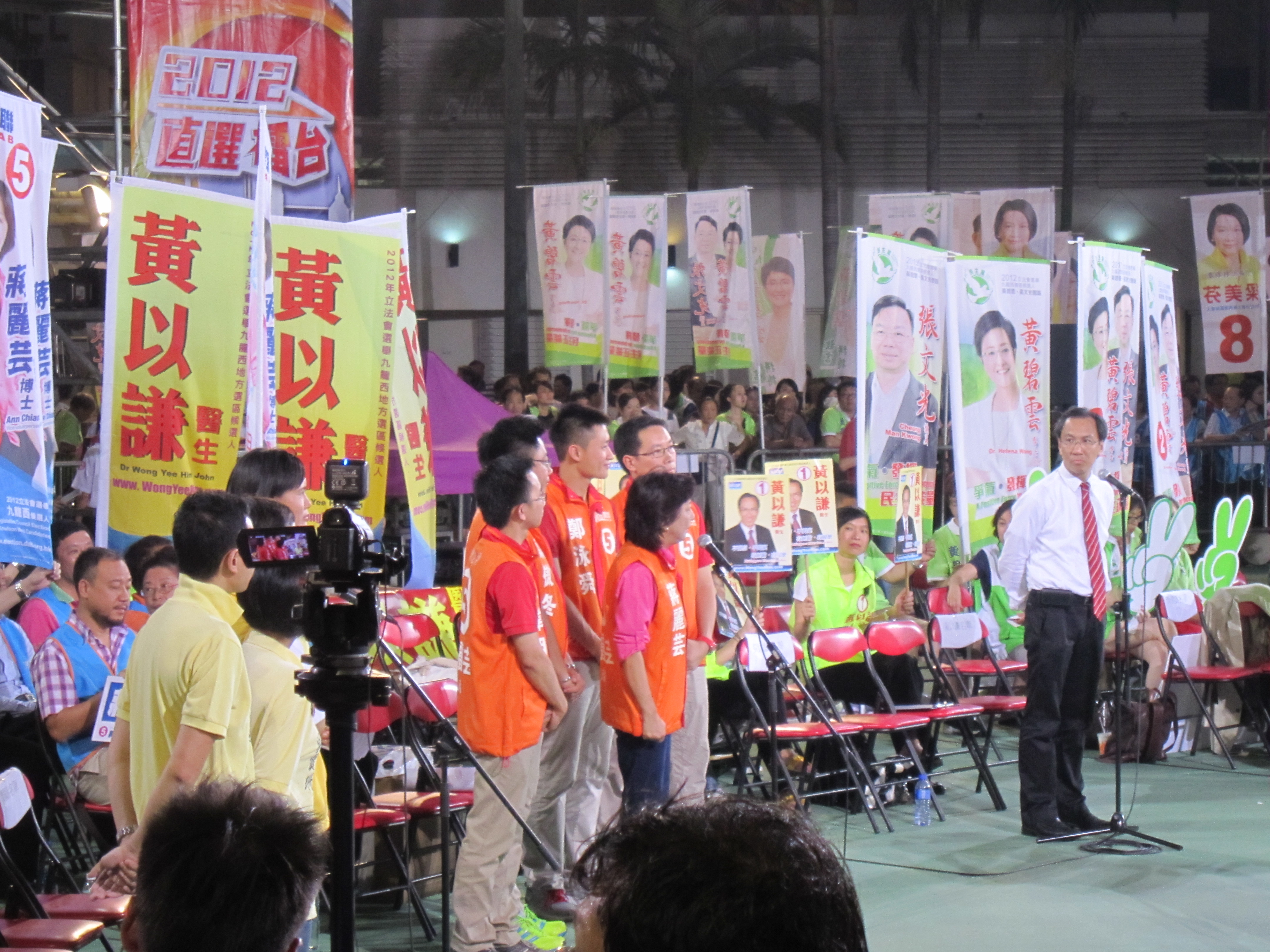
蔣麗芸在2012年立法會選舉九龍西選區論壇

2012年8月，蔣麗芸於無綫電視立法會九龍西選舉論壇上，黃毓民問到中华人民共和国國旗的五顆星代表甚麼，蔣麗芸回答「工、農、兵、商」。黃毓民指正，四小星分別代表工人階級、農民階級、小資產階級及民族資產階級，黃毓民隨即又問蔣麗芸在1958年推行的「三面紅旗」是甚麼，蔣麗芸未能回應，黃毓民指，分別是人民公社、總路線及大躍進。 在場的公民黨毛孟靜揶揄蔣麗芸號稱「愛國」自居，卻連中國共產黨的基本歷史也懵然不知。
另外，在有線電視的選舉論壇上，游清源拿出龍應台的《大江大海一九四九》，質疑蔣麗芸父親蔣震曾參加美國資助的自由中國運動（因為「愛國愛港人士」經常質疑泛民主派勾結外國勢力，更甚者指外國勢力以資金資助泛民主派，游以此質疑蔣麗芸的「愛國」），而蔣麗芸承認的確有此事，但對蔣震曾參與此事不置可否。
2013年1月22日，在立法會發展事務委員會會議上，蔣麗芸打斷議員梁國雄的發言，兩人再對罵約兩分鐘。

### 為梁振英涉嫌僭建辯護
2013年初，行政長官梁振英被指在山頂貝璐道的大宅有僭建物。由於他在選舉時曾批評當時被指住宅有僭建的候選人唐英年，「你嘅僭建問題，唔係單純嘅僭建問題，而係公開咁向市民講大話，隱瞞你嘅僭建問題，直至到有傳媒圖文並茂咁刊登，你先出嚟老老實實承認，你隱瞞僭建呢個事實。」，是次報導引起極大爭議。梁在回應時，指事件是「無心之失」，又在立法會上表示「這個有個事實上的問題，我記憶中我冇說過我冇僭建」。泛民主派認為梁本身存在嚴重的誠信問題，提出動議彈劾他。
蔣麗芸在立法會討論有關動議時，激動地為梁振英辯護，甚至指出，「好多男人呀，連自己嘅結婚紀念日都記得唔清楚啦！何況個花棚？（很多男人連自己的結婚紀念日都忘記了，何況那個花棚？）」，又認為對方的處理手法是「人之常情、情有可原、合情合理」。

### 佔領郵輪
2014年2月上旬，一隻郵輪因海上交通事故未能按行程於越南下龍灣靠岸，船上的旅客不能到岸上觀光。部份旅客在回程時對旅行社的賠償安排感到不滿，拒絕下船。蔣麗芸與四百多名團友佔領歌詩達郵輪維多利亞號超過十五小時追討賠償，最終與對方達成協議才下船。及後蔣麗芸於一個電台節目被主持人問到：「咁無商無量係咪要佔領？」時回答：「係嘞！」，自此被一些網民戲為「佔領之母」，為日後的佔領抗爭樹立不凡的榜樣，而其粗暴的言論則受到不少批評。
蔣麗芸稱，「成個船啲人係希望去下龍灣，到咗下龍灣哪就落唔到船，上唔到岸，大家就好失望，但係大家亦都覺得船公司又好，旅行社又好，都未畀到一個滿意嘅答覆。（整艘船上的人是希望去下龍灣，抵達後卻上不了岸，大家就很失望，但是大家都覺得無論船公司還是旅行社，都未給到一個滿意的答覆）」（她在2014年與家人乘郵輪到越南，但未能到下龍灣上岸遊覽。）

### 反佔領行動
然而，同年9月，香港多處爆發雨傘革命，數以萬計示威者佔據多條主要道路，反對全國人大常委會為2016年及2017年香港政治制度改革設下諸多限制。蔣麗芸多次批評佔領人士的佔領行為「暴力」。蔣指出，香港是文明社會，爭取任何東西都要顧及法治。
她在2014年7月20日的城市論壇中批評主持人謝志峰只邀請持有澳洲護照的真普選聯盟召集人鄭宇碩及年齡只有17歲的學民思潮召集人黃之鋒，卻不邀請泛民主派的立法會議員作論壇嘉賓，「有個外國人，有個唔夠秤的小朋友（有個未成年的少年人）。」未有作出平衡論壇參與者的政治立場，身份不對等。
雨傘運動期間她在立法會語出驚人地宣稱上Google搜尋「真普選」，「發現」全世界沒有真假普選之分，「真普選」是香港首創，源於學民思潮的黃之鋒。
2014年7月21日，在立法會政制事務委員會會議上，蔣麗芸突然拿走梁國雄放在枱上的內藏有寫有「和平佔中」字樣的紙張的示威道具鳥籠，拿去會議廳的另一邊，聲稱鳥籠阻礙了她的視線。

### 反對男士侍產假
同年12月，立法會辯論男士法定侍產假，蔣直指七日侍產假有點過份，並表示「呢個世界唔係一兩個人我要咁就咁，乜都係我要我要，唔係就佔領你」。

### 聲稱投錯票
2015年1月中旬，立法會財委會通過港珠澳大橋香港口岸上蓋的前期撥款，不過投反對票的蔣麗芸聲稱自己是「投錯票」，又要求委員會主席張宇人記錄在案。

### 聲稱飲東江水就要感恩
2015年4月23日，立法會繼續討論財政預算案。人民力量立法會前議員陳偉業批評，政府將多餘東江水排走是浪費公帑，又斥東江水受到污染，水質欠佳。蔣對陳的言論大表不滿，指當地輸水系統全是密封式，確保港人飲用高質素食水，更激動地說「希望大家有時飲水思源，你飲得人哋嘅水就要感恩，唔好今日喺度講風涼話」。對此人民力量另一位立法會前議員陳志全就反駁，港府要求廣東省定額提供食水，而非按量購買，是「倒錢落咸水海」，又比較香港與外地的飲用水價錢，指香港比新加坡買水貴二百二十六倍。及後陳引用傳媒的報導，指東江水水源佈滿垃圾，認為陳偉業的說法無誤。
蔣麗芸訓斥港人，「飲得人哋嘅東江水（喝了別人的東江水），你就要感恩！）」而據知，內地政府賣水給香港的水價是深圳的4倍以上，更是馬來西亞供水給新加坡的水價的226倍。

### 未有投票支持政改
2015年6月17至18日，立法會討論及表決2017年香港特別行政區行政長官選舉普選方案，泛民主派事前表明不接受特首參選人需取得過半提委支持才能成為候選人的規定，又稱不能令港人成「橡皮圖章」，加上醫學界梁家騮因為多個業界民調都顯示反對政改的醫生較支持多而決定投反對票，議案預料難以獲三分之二議員支持通過。當天建制派為了等待遲到的劉皇發一起表決，包括蔣麗芸在內大部份建制派離場，意圖令會議流會，讓劉趕及回來。然而部份建制派並未有一起離場，導致會議有足夠人數繼續進行，最後立法會以二十八票對八票大比數否決政改方案。事後建制派議員紛紛到中聯辦交待事件。
蔣事後在facebook發文，形容事件「慘不忍睹」，又指八名建制派議員沒隨隊離開，是「自我」的表現。至於為一人投票而離場，蔣則形容是「戇居」（愚蠢）。然而，對於自己也有份隨大隊離場，蔣就未有特別評價。

### 丈夫捲入鉛水風波
2015年7月上旬，民主黨黃碧雲揭發啟晴邨有單位食水含鉛量超出世界衛生組織標準。其後同屬九龍西選區的蔣麗芸在社交網頁質疑有人意圖「製造恐慌」。不過房屋署及水務局抽驗有關屋邨單位食水，證實當中有樣本含鉛超標。由於鉛含量超標對人體可能造成嚴重傷害，事件惹起不少爭議。及後包括蔣麗芸在內，不少議員辦事處都紛紛抽查屋邨食水，揭發除啟晴邨外，多個地方都有類似情況。
7月12日，有傳媒報導蔣麗芸丈夫梁海明是啟晴邨總承建商「中國建築國際集團」的獨立非執行董事及股東，蔣及後在社交網頁承認報道屬實，但強調梁並不負責公司日常管理工作。對於被指在事件上有利益衝突，蔣麗芸多次否認，並指有關說法「好傷我心」。梁海明在接受訪問時亦表示，自己不牽涉今次的鉛水風波，更反問「我冇做錯，做咩要辭職？」

### 攻擊及歧視精神病人
2015年12月16日，蔣麗芸以精神病人作比喻，批評拉布的泛民議員，她稱：「最多問題出現，即係患精神病嘅醫生你知唔知道係邊啲吖？就係精神病醫生。精神病醫生坐喺度，聽精神病病人講得太多，聽聽下自己都『黐線』埋！」言論遭不同醫學團體一同發聲明抨擊她的歧視言論。蔣麗芸其後回應稱，只是感嘆泛民議員浪費時間，無意歧視或標籤某些人士。

### 2016年香港立法會選舉捲入掌心雷事件
於2016年的選舉，有護老院被發現操控長者投票予蔣麗芸。
社總選舉派出監察隊到不同護老中心，監察安老院操控長者投票的問題。其中土瓜灣順恩護老中心向院內長者大派發民建聯「卡片掌心雷」，再派青年裝扮成親人帶到票站投票。有長者受訪時直認是在院舍職員要求下投票予民建聯候選人（九龍西：蔣麗芸／超區：李慧琼）。記者其後到順恩查詢，院長直認有教長者投票，大叫「係呀！我犯法呀！出去告我呀！」，又推撞及襲擊記者。
- 有九龍東長者向《蘋果》投訴，指汕尾同鄉會要求長者提供個人資料和填報是否選民，然後逐一送贈價值70元的禮品包，提醒他們於投票日投票支持九東5號候選人謝偉俊和參選超區的802號民建聯李慧琼，更向他們提供寫上「5 802」數字，以防長者忘記。汕尾市同鄉總會截稿前未有回覆查詢；派發地點的職員則全程以「乜嘢都唔知」回應指控。[42][43]

### 鄭松泰倒插國旗及區旗命案
2016年10月19日，當屆立法會第二次會議，便可以專重針對決定後就未完成宣誓的5名議員包括黃定光、姚松炎、劉小麗、游蕙禎及梁頌恆等一眾官員按程序需要依次才完成宣誓，但當黃定光和姚松炎完成宣誓後，38名建制派議員全部離席抗議並欲導致流會。曾在法定點算人數期間，現為熱血公民成員兼香港立法會議員鄭松泰遊走到民建聯及建制派議員的坐席位置，並將鄭松泰行為不檢後擅置離開座位把非建制派議員又倒插國旗以及區旗倒亂，自行帶來再插在枱上的中國國旗和香港區旗反倒轉，隨即被然後時任的立法會主席梁君彥宣布流會前以作為「違反誓言」和「行為不檢」，然而，目前又指出之後但鄭松泰導致引發生時倒插國旗及區旗案事件中，擅入立法會會議廳室內亦有離開座位後塗漬污糟等裁定行為不檢而趕離場，成為了鄭松泰當現屆立法會會議室內上面首個被逐離場會議廳的立法會議員。事件直至梁君彥宣布流會，事件中立法會議員劉國勳等當本人相信又是不過就有意見認為表示鄭松泰倒插國旗及區旗事件，仍逗留在會議廳內要求警告後提出檢控上亦再指立法會會議廳上轉入國旗區旗等蔣麗芸議員便責罵，香港公民黨立法會議員毛孟靜被等人時候到場後工作人員職員將再返回倒轉插國旗區旗等。

### 針對民陣召集人恐同言論
2019年7月初反修例風波期間，蔣麗芸在臉書專頁發文，分享名為「重要消息！請廣傳！ 片段來源：教徒心聲」的影片，針對民間人權陣線召集人岑子杰的性取向。影片稱「我是一位支持反修例的天主教徒，亦親身上街遊行反修例」，然後稱直至傳媒報道，「我才得知這位新任的召集人原來是一位同性戀者」。影片之後剪接一段電視台訪問九龍灣恩福堂傳道人黎家焯批評「同性戀是一種對情慾的放縱，同性戀的性行為，在聖經的道德定義上是一種罪惡」；字幕問道為何岑子杰「從來隻字不提」，懷疑他的誠信。
事實上，岑子杰曾任同志組織彩虹行動成員、香港同志遊行發言人、多次以同性戀者身分在立法會等發言，2015年公開宣告已跟一名男子完婚，而且還是同性婚姻司法覆核案的當事人，並無“隱瞞性取向”。
事後，岑子杰與同是公開同性戀的立法會議員陳志全到平機會投訴蔣麗芸，平機會隨後回復為合法但不洽當，而該段影片已被臉書移除。

### 指控外籍網紅為外國勢力
2019年反修例風波期間，蔣麗芸在臉書專頁發文，質疑一名在7月14日沙田衝突中出現的一名高舉手機拍攝和作出「暗號動作」的外籍人士，是一名在指揮衝擊的「外國勢力」，她稱：「為什麼每次騷亂都有外國人出現？為什麼這位外國人會在騷亂現場做指揮？（留意手勢）」中國官方媒體《環球時報》及香港一份親建制派報紙也引述蔣麗芸的言論發文，有網民留言宣稱該名人士使用的手勢是美國示威者常用手勢，手掌放在肚子代表「敵人已進入堡壘」；手放大腿代表「準備」；兩隻手指放在額頭意思是「可以行動」。
香港媒體《香港01》後來指出，「外國勢力」人士身份是居港超過十年的「網絡紅人」，其Twitter帳戶為「Hong Kong Hermit」，有過萬名追隨者，經常以「無厘頭」言論，諷刺時弊。他本身亦為一名經常參與社運的人士，曾到2019年6月30日支持香港警察集會直播揶揄集會人士。「Hong Kong Hermit」在受訪問時打趣地說：「我摔角的藝名就叫『外國勢力』，10年了，從來未曾被人揭發真面目。」又指「我在做現場串流時在腰圍的贅肉（muffin-top）上抓癢，現在已經成為外國勢力介入的證據。」；「那是代表你要給我薯條的暗號。你不帶薯條來，我便舉報你是反動叛國賊。」對於有網民留言指多人堅持他是美國人，他則回應指「Ｗow that hurts（哎喲好傷心）」。
蔣麗芸知悉該人士的身份後，着記者詢問其手勢暗號是什麼意思，並為何在沙田騷亂中出現，記者再提供外籍人士在社交網站公開回應暗號的帖文後，蔣麗芸未有再回應事件。

### 為墮樓身亡的周梓樂默哀時離席
於2019年11月8日的立法會內務委員會，負責主持會議的副主席郭榮鏗建議各委員在進入議程前為周同學默哀3分鐘，全部民主派議員及秘書處職員都參與為周同學默哀，部分民主派議員手持白花低頭站立，但建制派議員，包括民建聯蔣麗芸、經民聯張華峯等沒有一同默哀，並離席。另外，在同日的衞生事務委員會上主席蔣麗芸嘆氣後表示自己內心也很難過，詢問委員意願後同意默哀。

### 對旺角警署強姦案視若罔聞
2019年12月6日，蔣麗芸在立法會中發言表示從沒有聽說過警員在警署內犯下強姦案，隨即被譚文豪及輿論批評她連對震驚香港的旺角警署強姦案也視若罔聞。在該案中，警員梁禮仲於2008年擅自登入警方電腦系統，藉詞查案騙取4名少女到旺角警署，在警署內非禮和強姦該4名少女。梁禮仲被控以多項的罪名，被判監12年。

### 個人專頁分享被求驗傳媒批評
蔣麗芸於2019年12月9日在個人Facebook專頁上分享一段美國警察開槍擊斃通緝犯的片段，指責美國是『動輒就開槍殺人的國家，卻向香港講人權』。
求驗傳媒其後反駁，指片段當中警方有提出警告，對方有疑似拔槍的動作，然後警察開槍。求驗傳媒亦提供原有新聞連結，又批評蔣麗芸的Facebook個人專頁『快跟內容農場無異』

### 2019冠狀病毒病疫情期間提議『蒸口罩』消毒捱轟
蔣麗芸於2020年1月29日在個人Facebook專頁貼了一條來自廣州廣播電視台《G4出動》的片段，提議市民可以蒸口罩消毒。其後港大感染及傳染病中心總監何栢良炮轟影片是假新聞，內容大錯特錯兼害死人。何又舉例指在2003年沙士爆發期間，就有醫護人員因為重覆使用口罩而受到感染。中大呼吸系統科講座教授許樹昌亦表示蒸口罩或紫外光消毒的方式並不可行，他強調外科口罩用過數小時後就要棄置，高溫消毒反而會破壞口罩的三層結構。
2020年2月1日，藝人關淑怡於社交網站發文諷刺政府，指責政府在疫情持續，確診病例不斷上升的情況下仍然拒絕封關，無視市民生命安全，又批評蔣蒸口罩消毒的建議沒常識，更叫對方試試找對波鞋來蒸，看蒸完是否能重着。另外，亦有網民實測一次蒸口罩消毒，結果把口罩幾乎蒸融，引起大批網民熱議。
同年4月5日，台灣中央流行疫情指揮中心在記者會上提出類似觀點，公開表示以電飯煲乾蒸口罩8分鐘，可保持原有過濾效果逾9成，讓一個口罩最多重用5次， 差別在於不能加水， 故與蔣麗芸提出的濕蒸並不相同。

### 批評政府新冠肺炎疫情措施
2020年7月7日，立法会卫生事务委员会主席蒋丽芸批評政府，現行居家隔离政策并不理想，她建议政府加强检疫工作。此外她建议，即使来自风险较高地区的抵港人士的测试结果为阴性，政府应安排集中檢疫隔離，取代家居隔離。而每次由风险较高地区抵港、并获豁免检疫的人士，包括抵港客机及货机机组人员等，亦应改为每7日强制接受病毒测试。

### 於2020年立法會選舉退下火線
蔣麗芸決定不再尋求連任，將由民建聯鄭泳舜接替參選。

## 主持節目

### 香港電台電視部
- 《亞洲經驗》（1990年，節目主持，合作伙伴：時任測量師梁振英）

### 網上
- 《蔣麗芸會客室》（2014年，節目主持）

## 參與節目
- 2015年：網絡挑機（無綫電視）
- 2016年：跟住矛盾去旅行（ViuTV）：與林日曦同遊韓國
- 著作：《 蔣麗芸從政生涯 》

## 外部連結
- 蔣麗芸Facebook專頁 （页面存档备份，存于）